# Staithes
Staithes est un village de 776 habitants dans le Yorkshire du Nord en Angleterre.